# Raguhn-Jeßnitz
Raguhn-Jeßnitz es una ciudad situada en el distrito de Anhalt-Bitterfeld, en el estado federado de Sajonia-Anhalt (Alemania), a una altitud de 76 metros. Su población a finales de 2015 era de unos 9500 habitantes y su densidad poblacional, 100 hab/km².
La ciudad se fundó en 2010 mediante la fusión de las hasta entonces ciudades vecinas de Raguhn y Jeßnitz con los vecinos municipios rurales de Altjeßnitz, Marke, Retzau, Schierau, Thurland y Tornau vor der Heide.
Su territorio se extiende a lo largo del río Mulde, entre las ciudades de Dessau-Roßlau y Bitterfeld-Wolfen.